# Walk with me (Neil Young)
Walk with me is een lied dat werd geschreven door Neil Young. Het was in 2010 het openingsnummer van zijn album Le noise. Dat is zijn eerste album met zijn (destijds) nieuwe muziekproducent Daniel Lanois; Lanois werd vooral bekend als producer van U2. Van het nummer is een videoclip in het zwart-wit verschenen die vooral een optreden van Young in beeld brengt. Daarnaast kwam het uit op een radiosingle.

## Tekst en muziek
Young speelt het nummer zonder drums of andere begeleiding door een band. Ook is een stormachtige solo achterwege gebleven. Door de keuze van de muziekstijl grunge kent het nummer het distortion-geluid zoals hij die in samenwerkingen met Crazy Horse liet horen. Als openingsnummer zet het de toon voor de rest van Le noise, in de titel verwijzend naar de gekozen muziekstijl en de naam van zijn producer Lanois.
In het lied vraagt Young zijn geliefde met hem mee te lopen. Hij voelt het geduld van onvoorwaardelijke liefde en de aanwezigheid van haar vertrouwen. Hij heeft tijdens zijn reizen veel mensen verloren. Ook heeft hij een ziel en de oude vriendschap gemist.